# Sundance Film Festival 2011
Das 27. Sundance Film Festival fand vom 20. Januar 2011 bis 30. Januar 2011 in Park City, Utah statt. Filmvorführungen wurden in 19 Lichtspielhäusern in Salt Lake City, Ogden und Sundance, jeweils im US-Bundesstaat Utah, gezeigt.
Den großen Preis der Jury erhielt der Spielfilm Like Crazy des Regisseurs Drake Doremus. Die Hauptdarstellerin Felicity Jones wurde für ihre Darstellung außerdem mit einem Sonderpreis der Jury geehrt. Sie spielt die Britin Anna, die sich am College in den Amerikaner Jacob – gespielt von Anton Yelchin – verliebt. Als sie über die Frist ihres Studentenvisums hinaus bei ihm bleibt, wird ihr die weitere Einreise in die Vereinigten Staaten untersagt.
In der Kategorie Dokumentation gewann How to die in Oregon. Der Film erzählt die Geschichte einer todkranken Patienten in Oregon – dem ersten US-Bundesstaat, der Sterbehilfe legalisiert hat. 
In der Kategorie „World Cinema“ ging ein weiterer Hauptpreis an die norwegische Beziehungskomödie Happy Happy (Sykt lykkelig) der Regisseurin Anne Sewitsky.

## Organisation
Das Filmfest wurde mit den folgenden fünf Beiträgen, einem je Wettbewerbskategorie, eröffnet: Sing Your Song, Pariah, The Guard, Project Nim und dem Kurzfilmdrama I. In der Kategorie „New Frontier“ kam der Film All That Is Solid Melts into Air zur Aufführung. Mit dem Film Ein Cop mit dunkler Vergangenheit – The Son of No One endete das Festival.
Ausgerichtet wurde das Festival von 750 Sponsoren und 1.670 freiwilligen Helfern. Die Vorstellungen hatten geschätzt 60.000 Besucher.
Insgesamt wurden 10.279 Filme eingereicht, darunter 3.812 Spielfilme, wovon 1.943 aus den Vereinigten Staaten und 1.869 aus dem Ausland kamen. In die Auswahl kamen 118 Spielfilme, darunter 95 Weltpremieren. Von den 6.467 vorgelegten Kurzfilmen wurden 81 ausgewählt. Bei dem Festival debütierten 40 Filmemacher aus 29 Ländern, von denen 25 mit ihren Filmen in den Wettbewerb kamen.

## Preisvergabe
Die Preisträger in der Kategorie Kurzfilm wurden am 25. Januar 2011 bekanntgegeben. Am selben Tag wurde der Alfred P. Sloan Preis an den Film Another Earth vergeben.
Alle weiteren Preisträger wurden am 29. Januar 2011 auf der Sundance Film Festival Awards Zeremonie durch den Gastgeber Tim Blake Nelson in der Nähe von Park City verkündet.

### Preisträger
- Grand Jury Prize: Documentary – How to Die in Oregon – Regie: Peter Richardson
- Grand Jury Prize: Dramatic – Like Crazy – Regie: Drake Doremus
- World Cinema Grand Jury Prize: Documentary – Hell and Back Again – Regie: Danfung Dennis
- World Cinema Grand Jury Prize: Dramatic – Happy Happy (Sykt lykkelig) – Regie Anne Sewitsky
- Audience Award: U.S. Documentary – Buck – Der wahre Pferdeflüsterer (Buck) – Regie: Cindy Meehl
- Audience Award: U.S. Dramatic – Circumstance
- World Cinema Audience Award: Documentary – Senna – Regie: Asif Kapadia
- World Cinema Audience Award: Dramatic – Kinyarwanda
- Best of NEXT Audience Award – to.get.her
- U.S. Directing Award: Documentary – Jon Foy für Resurrect Dead: The Mystery of the Toynbee Tiles
- U.S. Directing Award: Dramatic – Sean Durkin für Martha Marcy May Marlene
- World Cinema Directing Award: Documentary – James Marsh für Project Nim
- World Cinema Directing Award: Dramatic – Paddy Considine für Tyrannosaur
- Waldo Salt Screenwriting Award – Sam Levinson für Another Happy Day
- World Cinema Dramatic Screenwriting Award – Erez Kav-El für Restoration
- U.S. Documentary Editing Award – Matthew Hamachek und Marshall Curry für If a Tree Falls: A Story of the Earth Liberation Front
- World Cinema Documentary Editing Award – Goran Hugo Olsson und Hanna Lejonqvist für The Black Power Mixtape 1967–1975
- Excellence in Cinematography Award: U.S. Documentary – Eric Strauss, Ryan Hill und Peter Hutchens für The Redemption of General Butt Naked
- Excellence in Cinematography Award: U.S. Dramatic – Bradford Young für Pariah
- World Cinema Cinematography Award: Documentary – Danfung Dennis für Hell and Back Again
- World Cinema Cinematography Award: Dramatic – Diego F. Jimenez für All Your Dead Ones
- U.S. Documentary Special Jury Prize – BEING ELMO: A Puppeteer's Journey
- U.S. Dramatic Special Jury Prize – Another Earth
- World Cinema Documentary Special Jury Prize – Position Among the Stars
- U.S. Dramatic Special Jury Prize for Breakout Performance – Felicity Jones für Like Crazy
- World Dramatic Special Jury Prizes for Breakout Performances – Paddy Considine und Olivia Colman für Tyrannosaur
- Jury Prize in U.S. Short Filmmaking – Brick Novax Pt 1 und 2
- International Jury Prize in Short Filmmaking – Deeper Than Yesterday
- Honorable Mention in Short Filmmaking – Choke, Diarchy, The External World, The Legend of Beaver Dam, Out of Reach und Protoparticles
- Alfred P. Sloan Feature Film Prize – Another Earth
- Sundance Institute/Mahindra Global Filmmaking Awards – Bogdan Mustata aus Rumänien für Wolf, Ernesto Contrera aus Mexiko für I Dream In Another Language, Seng Tat Liew aus Malaysia für In What City Does It Live? und Talya Lavie aus Israel für Null Motivation – Willkommen in der Armee! (Zero Motivation).[6]
- Sundance Institute/NHK Award – Cherien Dabis, Regisseur von May in the Summer